# جین سیمونز
جین سیمونز (به انگلیسی: Jean Simmons) (زادهٔ ۳۱ ژانویهٔ ۱۹۲۹ – درگذشتهٔ ۲۲ ژانویهٔ ۲۰۱۰) هنرپیشه بریتانیایی-آمریکایی بود.

## زندگی‌نامه
جین سیمونز در ۳۱ ژانویه ۱۹۲۹ در شهر لندن در انگلستان زاده شد. وی در اوایل ۱۹۵۰ به دنبال قراردادی با هاوارد هیوز از بریتانیا به هالیوود مهاجرت کرد.
اوایل ۱۹۵۰ با بازی در فیلم آرزوی‌های بزرگ ساخته دیوید لین صاحب اعتبار ویژه شد. بعدها در فیلم هملت در کنار لارنس اولیویه نقش اوفلیا را عهده‌دار شد. سیمونز در فیلم بعدی خود بنام مردها و عروسک‌ها در کنار مارلون براندو بسیار خوش درخشید. در سال ۱۹۶۰ در فیلم اسپارتاکوس ساخته استنلی کوبریک و در کنار کرک داگلاس هنر نمایی کرد فیلمی که برنده چهار جایزه اسکار شد و در نزد منتقدان جزو ماندگارترین آثار حماسی محسوب می‌شود. وی برای بازی در فیلم هملت نامزد جایزه اسکار بهترین بازیگر نقش مکمل زن شد. از مهم‌ترین فیلم‌های وی می‌توان به طلاق به سبک آمریکایی و المر گنتری و آخرین فیلم وی سایه‌هایی در خورشید اشاره کرد. سیمونز در اواخر ۱۹۷۰ کمتر بر پرده سینما حاضر شد و فعالیت خود را به تئاتر و تلویزیون معطوف کرد.

تجربه کار در فیلم آرزوهای بزرگ باعث شد که او حرفه بازیگری را جدی‌تر دنبال کند:
من فکر می‌کردم بازیگری فقط یک خرچنگ است، ملاقات با آن ستاره‌های هیجان‌انگیز سینما، و گرفتن پنج پوند در روز که بسیار دوست‌داشتنی بود زیرا به پول نیاز داشتیم. اما فکر کردم که می‌روم و ازدواج می‌کنم و مثل مادرم بچه‌هایی می‌آورم. کار با دیوید لین بود که مرا متقاعد کرد که ادامه دهم. 

## زندگی شخصی
جین سیمونز دو بار ازدواج کرد و جدا شد. او در ۲۰ دسامبر ۱۹۵۰ با استوارت گرانجر در آریزونا ازدواج کرد. در سال ۱۹۵۶، او و گرنگر شهروند آمریکا شدند. آن‌ها در سال ۱۹۶۰ از هم جدا شدند.
در ۱ نوامبر ۱۹۶۰، او با ریچارد بروکز کارگردان ازدواج کرد و در سال ۱۹۷۷ جدا شدند. اگرچه هر دو مرد به‌طور قابل توجهی از سیمونز بزرگ‌تر بودند، او انکار کرد که در همسرانش به دنبال وجهه پدرمانندی بوده‌است. پدرش وقتی او تنها ۱۶ ساله بود، درگذشت ولی او گفت "شوهرانم اصلاً شبیه پدرم نبودند. پدرم یک مرد ملایم و مهربان بود. همسرانم شلوغ تر و مستبدتر بودند… این اصلاً به سن ربطی ندارد… این به تلالو و شوخ‌طبعی مربوط است.
در مصاحبه‌ای در سال ۱۹۸۴ در کپنهاگ، او در حال بازی در فیلم صفحات زرد بود و دربارهٔ ازدواج‌هایش گفت:شاید ساده باشد، ولی شما می‌توانید دو ازدواج مرا اینطور خلاصه کنید که من وقتی می‌خواستم یک همسر باشم، جیمی (استوارت گرنگر) گفت: "من فقط می‌خواهم تو زیبا باشی." و وقتی می‌خواستم آشپزی کنم ریچارد گفت: "پخت‌وپز را فراموش کن. ما برای بازیگری آموزش دیده‌ایم -پس بازی کنیم!" بیشتر مردم فکر کردند در طول ازدواج اولم من درمانده‌ام. این ریچارد بروکز بود که فهمید این غلط است و کمکم کرد روی پای خودم بایستم. من شکایت کردم که می‌ترسم و او گفت که هیچ وقت از شکست نترس. هربار که صبح بیدار می‌شوی، به پیش می‌روی.
او دو دختر دارد؛ تریسی گرانجر و کیت بروکس که هرکدام از هر ازدواج او هستند. سیمونز در اواخر ۱۹۷۰ به ایست کوست نقل مکان کرد صاحب خانه‌ای در نیومیلفورد شد. بعداً او به کالیفرنیا برگشت و در سنتا مونیکا ساکن شد و تا زمان مرگش همان‌جا بود.

## درگذشت
سیمونز در ۲۲ ژانویه ۲۰۱۰ در خانه‌اش در اثر سرطان ریه درگذشت. مرگ او، نه روز قبل از تولد ۸۱ سالگی‌اش و در کنار خانواده‌اش اتفاق افتاد.

## جوایز
- جایزه گلدن گلوب بهترین بازیگر زن فیلم موزیکال یا کمدی در سیزدهمین دوره (۱۹۵۵)
- نامزد جایزه اسکار بهترین بازیگر نقش مکمل زن بخاطر فیلم هملت (۱۹۴۸)
- جام ولپی بخاطر فیلم هملت (۱۹۴۸)
- جایزه اسکار بهترین بازیگر نقش اول زن بخاطر فیلم پایان خوش (۱۹۶۹)
- جایزه امی ساعات پربیننده برای بهترین بازیگر نقش مکمل زن در مجموعه کوتاه یا فیلم تلویزیونی (۱۹۸۳)

## گزیده فیلم‌شناسی
از فیلم‌ها یا برنامه‌های تلویزیونی که وی در آن نقش داشته‌است می‌توان به آثار زیر اشاره کرد.
- سزار و کلئوپاترا (فیلم) (۱۹۴۵)
- آرزوهای بزرگ (۱۹۴۶)
- نرگس سیاه (۱۹۴۷)
- هملت (۱۹۴۸)
- آندروکلس و شیر (۱۹۵۲)
- ردا (۱۹۵۳)
- سینوهه (۱۹۵۴)
- دزیره (۱۹۵۴)
- [[گلوله ای در انتظار]] (۱۹۵۴)
- مردها و عروسک‌ها (۱۹۵۵)
- تا وقتی کشتی راه بیفتد (۱۹۵۷)
- ممکن بود آن شب باشد (۱۹۵۷)
- کشور بزرگ (۱۹۵۸)
- این زمین مال من است (فیلم ۱۹۵۹) (۱۹۵۹)
- المر گنتری (۱۹۶۰)
- اسپارتاکوس (فیلم) (۱۹۶۰)
- طلاق به سبک آمریکایی (۱۹۶۷)
- پایان خوش (۱۹۶۹)
- هاوایی فایو-او (۱۹۷۷)
- سپیده‌دم (۱۹۸۸)
- پیشتازان فضا: نسل بعدی (۱۹۹۱)
- آنها با آینه این کار را می‌کنند (۱۹۹۱)
- چطور یک لحاف آمریکایی را می‌سازند (۱۹۹۵)
- فاینال فانتزی: ارواح درون (۲۰۰۱)
- قصر متحرک هاول (۲۰۰۴)
- سایه‌هایی در خورشید (۲۰۰۹)